# Ostodolepidae
Ostodolepidae, ook wel gespeld als Ostodolepididae, zijn een familie van uitgestorven Microsauria uit het Vroeg-Perm benoemd door Alfred Romer in 1945. Ze zijn uniek onder microsauriërs in die zin dat ze groot waren, tot wel eenenzestig centimeter lang, landbewonend en vermoedelijk gravend. Ostodolepide resten zijn gevonden in beenderbedden uit het Vroeg-Perm van Texas, Oklahoma en Duitsland.
Ostodolepiden hebben langwerpige lijven, met kleine, robuuste ledematen en verkorte staarten. Het achterhoofd is hoog, maar de schedel versmalt naar de snuit. De snuit is spits en steekt voorbij de kaak uit. In bovenaanzicht is de schedel ruwweg driehoekig. De onderste temporale rand is ingekeept. Aan de achterkant van de schedel bevindt zich een grote holte tussen het supraoccipitale en het schedeldak. De schedel is goed verbeend, met strakke hechtingen tussen de botten. Het schedeldak is relatief glad, hoewel verspreide kuilen en groeven meestal aanwezig zijn. Er zijn tweeëndertig tot vijfenveertig presacrale wervels en drie sacrale wervels.